# Операция «Динамо»
Операция «Дина́мо» (англ. Operation Dynamo) или Дюнке́ркская эвакуация (англ. Dunkirk evacuation) — операция в ходе Французской кампании Второй мировой войны по эвакуации морем английских, французских и бельгийских частей, численностью 338 тыс. человек, блокированных у города Дюнкерк немецкими войсками после Дюнкеркской битвы.

## Предыстория
После прорыва линии Мажино 10 мая 1940 года и капитуляции Нидерландов 14 мая немецкое командование развило свой успех. Части Британских экспедиционных сил под командованием лорда Джона Горта, французские части и соединения, входившие в 16-й корпус, и остатки бельгийских войск оказались блокированными в районе города Дюнкерк.
18 мая 1940 года командующий британскими войсками лорд Горт впервые открыто предложил рассмотреть вопрос эвакуации союзных войск на Британские острова.
После того как 20 мая 1940 года немецкие танковые соединения прорвались к Абвилю, войска 1-й группы армий союзников (в общей сложности, 10 английских, 18 французских и 12 бельгийских дивизий) оказались отрезаны и прижаты к морю в районе Гравлин, Аррас, Брюгге. С юга и юго-запада против них действовали войска немецкой группы армий «А» под командованием генерал-полковника Герда фон Рундштедта (танковая группа Э. Клейста, танковая группа Г. Гота и 4-я армия вермахта), с востока и юго-востока — войска немецкой группы армий «Б» под командованием генерал-полковника В. Лееба (части 18-й и 6-й армий).
Кабинет Черчилля и Британское Адмиралтейство решили эвакуировать части британского экспедиционного корпуса на Британские острова.

## Ход операции
20 мая британское правительство начало собирать любые корабли и суда, которые были способны принять участие в эвакуации (см. Маленькие корабли Дюнкерка). Для эвакуации командование союзников мобилизовало все имевшиеся в наличии корабли военно-морского и торгового флотов: 693 английских и около 250 французских. Планировал и руководил операцией контр-адмирал Бертрам Рамсей.
21 мая 1940 года 19-й корпус вермахта получил приказ перейти в наступление с целью овладеть портами на Ла-Манше. В этот же день, во второй половине дня, британские войска предприняли контратаку против немецких частей в районе к югу от Арраса, в контратаке участвовали ограниченные силы (один пехотный полк и два танковых батальона). Подразделения 4-й армии вермахта при поддержке штурмовой авиации ликвидировали угрозу, однако немецкие войска были отброшены на несколько километров к югу.
В ночь на 22 мая 1940 в контратаку перешли две французские дивизии, но из-за отсутствия координации действий между союзниками к этому времени английское командование уже остановило продвижение и дало приказ своим войскам отойти. Контратака, получившая название «Кризис под Аррасом», вызвала переполох у немецкого командования. В 1945 году Рундштедт писал:
«Критический момент наступления возник как раз в то время, когда мои войска достигли Ла-Манша. Это был контрудар английских войск, нанесённый 21 мая к югу от Арраса. В течение короткого времени мы опасались, что наши танковые дивизии будут отрезаны, прежде чем успеют подойти на помощь пехотные дивизии. Ни одна из французских контратак не представляла такой серьёзной угрозы, как эта».
22 мая 1940 года части танковой группы Клейста заняли Булонь. В этот же день английское военно-морское министерство реквизировало 40 голландских шхун, находившихся в английских портах, с целью использовать их для эвакуации войск с континента.
Как отмечал в воспоминаниях командующий 19-м армейским корпусом генерал Г. Гудериан, в течение этого дня в боях под Девром, Саме и южнее Булони военнослужащие корпуса сталкивались не только с англо-французскими войсками, но и с подразделениями бельгийских и голландских войск.
23 мая 1940 года немецкие части вышли к порту Кале и оказались в 16 километрах от Дюнкерка.
В ночь с 23 на 24 мая 1940 года 9-я рота полка «Der Führer» 2-й танковой дивизии СС, выдвинувшаяся в район Байёля для охраны переправ, была атакована силами противника численностью до батальона пехоты при поддержке танков, которые прорвались через оборонительные позиции роты. Одновременно французские танки атаковали позиции 7-й роты полка. На помощь 9-й роте в бой под Сент-Илером были брошены резервы 9-й роты, а также один пулемётный взвод из состава 12-й роты и один противотанковый взвод из состава 14-й роты полка «Der Führer».
24 мая Гитлер отдал приказ немецким танковым дивизиям, наступавшим вдоль побережья Ла-Манша, остановить наступление на рубеже канала Аа и отвести назад части, продвинувшиеся на Азбрук. Дальнейшее продвижение разрешалось только частям, выполнявшим задачи по разведке и охранению. В результате немецкие части остановились на рубеже Бетюн — Сент-Омер — Гравлин. Гитлер приказал «не приближаться к Дюнкерку ближе чем на 10 км» и не использовать против блокированной группировки танки, поэтому Рундштедт, стараясь воспрепятствовать эвакуации, но не нарушить полученный приказ фюрера, отдал немецким войскам приказ использовать для обстрела позиций противника артиллерию среднего калибра.

В этот же день, в 11 часов 42 минуты, незашифрованное сообщение, в котором немецкое военное командование приказало войскам остановиться на линии Дюнкерк — Азбрук — Мервилль, было перехвачено английской службой радиоперехвата.
Тем не менее, 24 мая по приказу командира дивизии СС «Адольф Гитлер» военнослужащие дивизии переправились через канал Аа и взяли высоту Монваттан на противоположном берегу, которая обеспечивала господство над равнинной местностью (развалины средневекового замка на вершине позволяли превратить её в опорный пункт).
Вечером 26 мая британский экспедиционный корпус получил приказ об эвакуации. Непосредственно перед началом операции правительство Великобритании обратилось ко всем владельцам частных кораблей, катеров и иных судов с призывом принять участие в эвакуации войск.
27—28 мая полк «Der Führer» 2-й танковой дивизии СС вёл бои с подразделениями британских войск в районе леса Ньеп за переправу через реку Лис. Боевые действия носили ожесточённый характер и доходили до рукопашных схваток, лесной массив Ньеп был занят немцами только к вечеру 28 мая.
28 мая 1940 года бельгийский король Леопольд III подписал акт о капитуляции Бельгии. Капитуляция бельгийских войск высвободила немецкие воинские части и осложнила положение англо-французских войск, блокированных в районе Дюнкерка.
Эвакуация из района Дюнкерка проходила рассредоточенно, под непрерывным огнём артиллерии и постоянными бомбардировками противника. Особо массированные налёты начинались после отхода на заправку английских истребителей, прикрывавших побережье. При сужении кольца окружения огонь вёлся и из стрелкового оружия, в первую очередь из пулемётов. Погрузка войск на крупные корабли британского военно-морского и торгового флота проходила в порту Дюнкерка, однако войска на побережье создали нескольких импровизированных причалов из загнанных в воду колонн автомашин, к которым могли швартоваться небольшие корабли британского вспомогательного флота. Кроме того, под прикрытием кораблей британского военно-морского флота мелкие корабли и катера подходили к побережью, и солдаты добирались до них на лодках, спасательных шлюпках и самостоятельно изготовленных плавсредствах.
Боевые действия велись в условиях сильно пересечённой местности среди многочисленных каналов, английские войска удерживали восточную часть фронта, французские — западную; по мере эвакуации войск передовые части выходили из соприкосновения с противником и отправлялись на берег для погрузки, на следующем рубеже обороны противника встречали новые части арьергарда. Немцы постоянно атаковали, но несли тяжёлые потери и продвигались чрезвычайно медленно. Иногда союзные войска контратаковали и отбрасывали их на исходные позиции.
Самолёты немецких военно-воздушных сил не сумели достичь превосходства в воздухе и сорвать эвакуацию войск союзников по ряду причин, среди которых:
- переоценка командованием люфтваффе сил и возможностей немецкой авиации[6] (генерал А. Кессельринг отмечал, что при постановке задачи Геринг не учитывал степень усталости лётчиков люфтваффе, которые в течение почти трёх недель участвовали в боевых действиях[19]), а также недостаточный учёт местных особенностей театра военных действий:
  - так, при бомбардировке побережья поражающее действие немецких авиабомб оказалось снижено в результате низкой плотности морского песка[6];
- активное противодействие со стороны истребительной авиации противника в период проведения операции (только самолёты английских военно-воздушных сил выполнили 2739 самолёто-вылетов над зоной эвакуации)[20];
  - в частности, активные действия английских истребителей Supermarine Spitfire, затруднившие люфтваффе выполнение поставленных перед ними задач[19]
- сохранявшаяся в течение нескольких дней плохая погода, которая не препятствовала эвакуации, но затрудняла действия авиации[19][20].

## Результаты
По официальным данным военно-морского министерства Великобритании, в ходе операции «Динамо» (в период с 26 мая по 4 июня 1940 года) с французского побережья в районе Дюнкерка было эвакуировано в общей сложности 338 226 военнослужащих союзников. Из этого количества до начала операции «Динамо» из района Дюнкерка на Британские острова было эвакуировано 59,3 тысяч британских военнослужащих, в ходе операции «Динамо» были вывезены ещё 139,8 тыс. англичан и 139 тысяч военнослужащих стран-союзников (около 90 тысяч французов, а также бельгийцы и военнослужащие других союзных стран). Джон Даунинг был награждён  орденом «За выдающиеся заслуги».
Некоторое количество военнослужащих погибло в ходе транспортировки.
На Британские острова из Франции прибыло 337 131 человек.
Дюнкеркская операция позволила сохранить кадровую британскую армию, получившую при этом бесценный боевой опыт, хотя армия и лишилась практически всего тяжёлого вооружения. Был сохранён весь личный состав, ставший в дальнейшем основой войск союзников. Английское командование перед началом эвакуации рассчитывало, что сможет спасти всего около 45 тысяч человек, но в ходе упорных боёв британские вооружённые силы продемонстрировали высокий боевой дух и профессионализм. Около половины войск были спасены гражданским населением, рыбаками, паромщиками, владельцами яхт, катеров и другими, откликнувшимися на призыв британских властей. Наравне с англичанами также действовали многие французы, бельгийцы и другие союзники, те, кто не поддался панике и не был заражён пораженческими настроениями. Многие из них в дальнейшем продолжили сражаться в составе как британских вооружённых сил, так и в военных формированиях, таких как «Свободная Франция», решивших, несмотря на капитуляцию своих правительств, продолжать борьбу.

## Потери

### Антигитлеровская коалиция
При эвакуации личного состава английских, французских и бельгийских войск в районе Дюнкерка было брошено практически всё тяжёлое вооружение, техника и снаряжение. В общей сложности, было оставлено 2472 артиллерийских орудия, почти 65 тысяч автомашин, 20 тысяч мотоциклов, 68 тысяч тонн боеприпасов, 147 тысяч тонн топлива и 377 тысяч тонн снаряжения и военного имущества, 8 тысяч пулемётов и около 90 тысяч винтовок, в том числе всё тяжёлое вооружение и транспорт 9 английских дивизий. Потери Королевских военно-воздушных сил, прикрывавших эвакуацию, составили 106 самолётов. В ходе операции и при транспортировке в Англию погибло и пропало без вести около 2 тысяч солдат и моряков союзников.
Потери вооружения британских войск были настолько значительными, что 20 июня 1940 года постоянный заместитель государственного секретаря по иностранным делам Ричард Батлер в ходе выступления в Палате общин сообщил, что правительство Великобритании рассматривает вопрос о возможности закупки вооружения и военной техники (в том числе, танков, артиллерийских орудий и самолётов) в СССР.
В ходе боёв с немецкими войсками во время проведения операции «Динамо» и после её окончания в районе Дюнкерка были пленены в общей сложности 50 тысяч военнослужащих французской армии. Несмотря на то, что английский военно-морской флот до последней возможности не прекращал эвакуацию и успел вывезти более 26 тысяч французов, около 15 тысяч военнослужащих французской армии попали в плен к немцам, когда прикрывали последний этап эвакуации, будучи в арьергарде эвакуирующихся войск. Впоследствии немецкая пропаганда использовала этот эпизод для разжигания антибританских настроений среди французов.
В ходе операции были потеряны более четверти участвовавших в эвакуации кораблей и судов (224 английских и около 60 французских судов), в том числе 6 эсминцев английского военно-морского флота и 3 французских ВМС. Значительное количество кораблей получили повреждения (в том числе, 19 или 23 корабля английского военно-морского флота).

### Третий рейх
Германские войска потеряли 140 самолётов в воздушных боях и от огня зенитной артиллерии.
Людские потери составили 8,2 тысячи человек.

## Причины остановки наступления немцев
Об истинных причинах остановки немецкого наступления по приказу Гитлера военные историки спорят и по сей день. Были выдвинуты предположения, объясняющие это решение:
- Гитлер стремился избежать войны на два фронта. С идеей «Жизненного пространства на Востоке» война с СССР была неизбежна. Летом 1940 года Гитлер прямо говорил, что нет причин для дальнейшего продолжения войны между Германией и Великобританией (предложение Гитлера от 19 июля заключить мир с Германией[31][32]), и призывал сесть за стол переговоров тем самым пытаясь заключить мир или же временное перемирие для переброски основных сил на готовившийся Восточный фронт (план «Барбаросса»).
- Гитлер стремился избежать дополнительных потерь в танковых частях, которые должны были вновь вступить в бои против французских войск во второй фазе французской кампании[4]. При этом командующий 19-м армейским корпусом генерал Г. Гудериан (непосредственно участвовавший в операции по окружению англо-французских войск в районе Дюнкерка) считал, что «нервозность» Гитлера по этому вопросу являлась необоснованной, и что немецкие войска могли бы уничтожить блокированную группировку[33].
- начальник генерального штаба сухопутных войск Ф. Гальдер не рекомендовал атаковать плацдарм, предупреждая об опасности возможной контратаки французских войск из района Парижа[26].
- переоценка возможностей ВВС — шеф люфтваффе Геринг обещал фюреру, что сможет легко предотвратить эвакуацию с помощью ВВС, а танкам необходимо повернуть на юг и завершить кампанию против Франции.
- Гитлер надеялся заключить с Британией мир на выгодных условиях и намеренно помешал ликвидации войск, что должно было облегчить ему эту задачу.
- Гитлер или представители командования вермахта опасались наступления французских войск на других участках фронта и предпочли уменьшить потери от наступления на позиции противника[34].

Объективно стоит отметить — после войны многие немецкие генералы стремились переложить ответственность за свои неудачи на Гитлера. Тем не менее, согласно имеющейся информации, можно сделать вывод: генеральный штаб и большинство участвовавших в кампании военачальников опасались контрнаступления французской армии из района Парижа и встречного удара с побережья британских экспедиционных сил.
Ещё одна причина остановки наступления: потери в танках и пехоте, достигавшие к этому моменту от 30 до 50 %. Отсюда опасения немецкого командования полностью потерять танковые войска при попытке атаковать отрезанных союзников — в таком случае продолжение войны на континенте против французской армии, тогда ещё далеко не обескровленной, стало бы невозможным. Только после того, как части вермахта были усилены подтянутой пехотой и артиллерией, и стало окончательно ясно, что французская армия дезорганизована, наступление немецких войск было возобновлено.
В любом случае, приказ о ликвидации окружённой группировки был отдан поздно, союзные войска успели укрепить свои позиции и провести эвакуацию, силы люфтваффе не справились с задачей им помешать, а англичане воспрянули духом благодаря «чуду Дюнкерка» и только укрепились в решимости продолжать войну.

## Отражение в культуре и искусстве
- Главный герой повести «Белая гусыня» (1940) американского писателя Пола Гэллико отправляется через Ла-Манш на лодке к Дюнкерку, чтобы спасать своих соотечественников, и гибнет, перевезя сотни солдат на ожидающие их суда.
- Эвакуация описана в романе Робера Мерля «Уикэнд на берегу океана» (1949) и показана в его одноимённой экранизации (1964) Анри Вернёем с Жан-Полем Бельмондо в главной роли.
- В 1958 году в Великобритании вышел фильм «Дюнкерк[англ.]» режиссёра Лесли Нормана, сценарий которого был основан на одноимённой книге подполковника Юэна Батлера и майора Дж. С. Брэдфорда, а также на романе «The Big Pick-Up» (1955) Эллестона Тревора.
- "«Штуки» над Лондоном" 1969, совместное производство Испания, Италия, Франция
- Эвакуация описана в романе Иэна Макьюэна «Искупление» (2001) и показана в его одноимённой экранизации (2007) Джо Райтом.
- Студия Warner Bros. Pictures 20 июля 2017 года выпустила фильм «Дюнкерк», описывающий события эвакуации; режиссёр Кристофер Нолан[37].
- Затронута в британском драматическом байопике режиссёра Джо Райта «Тёмные времена» (2017).